# ギャリー・ドハーティ
ギャリー・マイケル・トーマス・ドハーティ（Gary Michael Thomas Doherty、1980年1月31日 - ）は、アイルランド・ドニゴール県カーンドナー出身の元同国代表サッカー選手。現役時代のポジションはDF(CB)。代表ではセンターフォワードを務めたこともある。

## 経歴
2004年秋にトッテナム・ホットスパーFCからノリッジ・シティFCに移籍。
2005-06シーズンにはファン選出のノリッジ最優秀選手に選ばれている。2009年3月よりノリッジの主将。2009-10シーズンは44試合に出場し、センターバックながら7得点を上げるなどノリッジのフットボールリーグ1優勝に貢献したが、シーズン終了とともに自由契約となり、2010年7月6日にチャールトン・アスレティックFCと2年間の契約を結ぶことで合意した。
2011-12シーズン前半は6試合の出場に留まり、2012年2月24日に同僚のポール・ヘイズと共にフットボールリーグ2のウィコム・ワンダラーズFCに期限付き移籍。翌シーズンより同クラブへ2年契約で完全移籍し、キャプテンに任命された。2014年2月22日に行われたチェスターフィールドFCとのリーグ戦において空中戦の競り合いで腕を負傷し50分に途中交代。試合は1-0で勝利したが、自身は前腕の転位及び骨折と肘の脱臼と診断され2日後に手術を受けた。2014-15シーズン開幕前からは膝の故障に悩まされたが、この影響により2014年12月18日にスパイクを脱ぐことを表明した。
大きな体格を生かした当たりの強いマンマーク守備と空中戦が武器。前線のポストマンとしても重宝され、アイルランド代表でもゴールを決めており、EURO2004予選では貴重なゴールを決めている。

## タイトル

### クラブ
ノリッジ
- フットボールリーグ1 : 2010-11

### 個人
- ノリッジ年間最優秀選手 : 2006
- フットボールリーグ年間ベストイレブン : 2009-10